# 永井川
永井川（ながいかわ）は、福島県福島市の大字である。郵便番号は960-1102。

## 地理
福島市南西部の信夫地域に属し、地区内東部に位置する。北で太平寺と、北から東にかけ伏拝と、南で平石と、南西で小田と、北西から北にかけ大森とそれぞれ隣接する。概ね町村制施行以前の永井川村の流れを汲む地域である。近世まで永井川と呼ばれていた濁川流域に広がる平地であり、東側の伏拝との境界に共楽公園が位置する丘陵が聳える。上町に所在する福島警察署及び上鳥渡に所在する福島南消防署信夫分署がそれぞれ管轄にあたる。

### 河川
- 濁川
  - 平田川

### 主な字
- 雷
- 内町
- 榎内
- 大釜
- 大橋
- 北原田
- 北谷地
- 木野田
- 光白
- 合ノ川
- 五治郎内
- 鎌ケ渕
- 西光寺
- 桜内
- 沢田
- 十王堂
- 杉ノ内
- 竹ノ内
- 田中
- 壇ノ腰

- 続堀
- 寺屋敷
- 土橋
- 中西田
- 東西光寺
- 東山
- 古寺
- 原田
- 古内
- 松木下
- 南大釜
- 宮ノ下
- 向光白
- 南原田
- 宮向井
- 薬師堂
- 山ノ神
- 割田

## 歴史
- 1871年（明治4年）1月25日 - 信夫郡上永井川村と元永井川村が統合され永井川村が発足する。
- 1889年（明治22年）4月1日 - 町村制の施行により信夫郡大森村が発足。旧永井川村域は永井川村の大字となる。
- 1955年（昭和30年）3月1日 - 大森村が合併により信夫村となり、信夫村の大字となる。
- 1965年（昭和40年）6月1日 - 信夫村が福島市に編入され、福島市の大字となる。

## 世帯数と人口
2022年（令和4年）3月31日現在の世帯数と人口は以下の通りである。
| 大字   | 世帯数   | 人口   |
| ------ | -------- | ------ |
| 永井川 | 1949世帯 | 4155人 |

## 小・中学校の学区
市立小・中学校に通う場合、学区は以下の通りとなる。
| 番地                   | 小学校             | 中学校                 |
| ---------------------- | ------------------ | ---------------------- |
| 東北本線以東、字松木下 | 福島市立杉妻小学校 | 福島市立福島第一中学校 |
| 上記を除く全域         | 福島市立大森小学校 | 福島市立信夫中学校     |

## 交通

### 鉄道
JR東日本
- 東北新幹線
- 東北本線
  - 南福島駅

### 道路
- 福島県道362号南福島停車場線

### バス
域内に定期バス路線は存在しない。
最寄りバス停は東隣の伏拝にある福島交通伏拝バス停である。

## 施設
- 福島県立福島明成高等学校
  - 福島県立相馬農業高等学校飯舘校サテライト校（2023年9月15日閉校[5]）
- JR南福島駅
- 息栖神社
- NOK 福島工場
- 福島県赤十字血液センター